# Rosario Scalero
Natale Rosario Scalero (Moncalieri, 24 de desembre de 1870 - Montestrutto, 25 de desembre de 1954) va ser un violinista, professor de música i compositor italià.

## Biografia i carrera
A l'edat de sis anys, Scalero estava sota la tutela de Pietro Bertazzi, violinista, fabricant d'instruments musicals i instructor al Conservatori Santa Cecília de Roma. El 1881, va ingressar al Liceo Musicale di Torino amb Luigi Avalle. Als 15 anys, va passar sota la tutela de César Thomson. Sembla que Scalero va tornar a casa seva a Moncalieri durant un temps per motius de salut, abans de tornar a Torí per estudiar amb Camillo Sivori fins al 1889, apareixent durant aquest temps amb el Quartet Sivori.
El 1891, Scalero va debutar com a recitalista a Leipzig, i després va actuar a Milà, Roma, Londres i per tot Europa amb l'aclamació de la crítica. El 1895, Scalero va anar a Londres per estudiar i assistir al violinista August Wilhelmj (mestre de concert de l'estrena mundial de L'anell dels Nibelungs de Wagner a Bayreuth). El 1900 va marxar de Londres cap a Viena, on es va convertir en estudiant de composició d'⁣Eusebius Mandyczewski.
El 1907 va tornar a Roma. Aquí es va incorporar l'any 1913 a la Società del Quartetto, del qual es va convertir en el director musical i primer violinista. El 1919, va succeir a Ernest Bloch com a professor de composició a la Mannes School of Music de Nova York. Després de 1927, va ensenyar al famós Curtis Institute of Music de Filadèlfia, mentre semblava que tenia una residència a Gressoney. Entre els seus estudiants més reeixits a Curtis hi havia els compositors Samuel Barber, Nino Rota, Gian Carlo Menotti i George Walker. Durant aquest temps també va ensenyar a Mary Watson Weaver i Marc Blitzstein. El 1946 va tornar a Montestrutto, prop d'Ivrea, on va morir el 1954.

## Obres
- Una suite per a quartet de corda i orquestra de corda
- La Divina Foresta, poema simfònic per a gran orquestra
- Sonata per a violí (op.12, re menor, publicada el 1910)